# Silk Mark
Silk Mark è un marchio di qualità indiano per la certificazione dei tessuti in seta. Tale marchio, apposto su un pezzo di tessuto in seta, certifica che è realizzato in pura seta naturale (100%).

## Storia
Lo schema di certificazione è stato fondato dal Central Silk Board nel 2004.
Nel 2020 Silk Mark Organization of India ha stretto un accordo con Amazon India per promuovere il Silk Mark. Nello stesso anno, il Ministero dei prodotti tessili si è mosso per promuovere il Silk Mark sul sito di e-commerce indiano Flipkart.

## Descrizione
Silk Mark è un marchio registrato e può essere utilizzato solo dai soggetti autorizzati. La certificazione è gestita dalla "Silk Mark Organization of India" (SMOI), società registrata ai sensi del Karnataka Society Act 1960 e istituita dal Central Silk Board of India del Ministero dei prodotti tessili, controllato dallo stato. Anche se promosso dal governo indiano, il marchio è solo di natura consultiva e non è legalmente approvato.
Nel formato originale, il marchio includeva un logo del marchio di seta tessuto su un'etichetta da appendere al tessuto. Ma l'etichetta da appendere tendeva a essere falsificata (riutilizzata), quindi successivamente è stato adottato un nuovo metodo più sofisticato, che consiste nell'applicare il marchio sul tessuto attraverso la fusione di nanoparticelle.  Sull'etichetta sono presenti un ologramma e una numerazione univoca per garantire la rintracciabilità del prodotto. In particolare, a partire dal codice univoco (codice QR), i consumatori possono verificare online, dal sito Silk Mark Organization of India, il nome del rivenditore della seta certificata Silk Mark.
Il processo di certificazione garantisce al consumatore la possibilità di testare gratuitamente il prodotto contrassegnato nei laboratori accreditati (Silk Mark Chapters) in caso di dubbio.

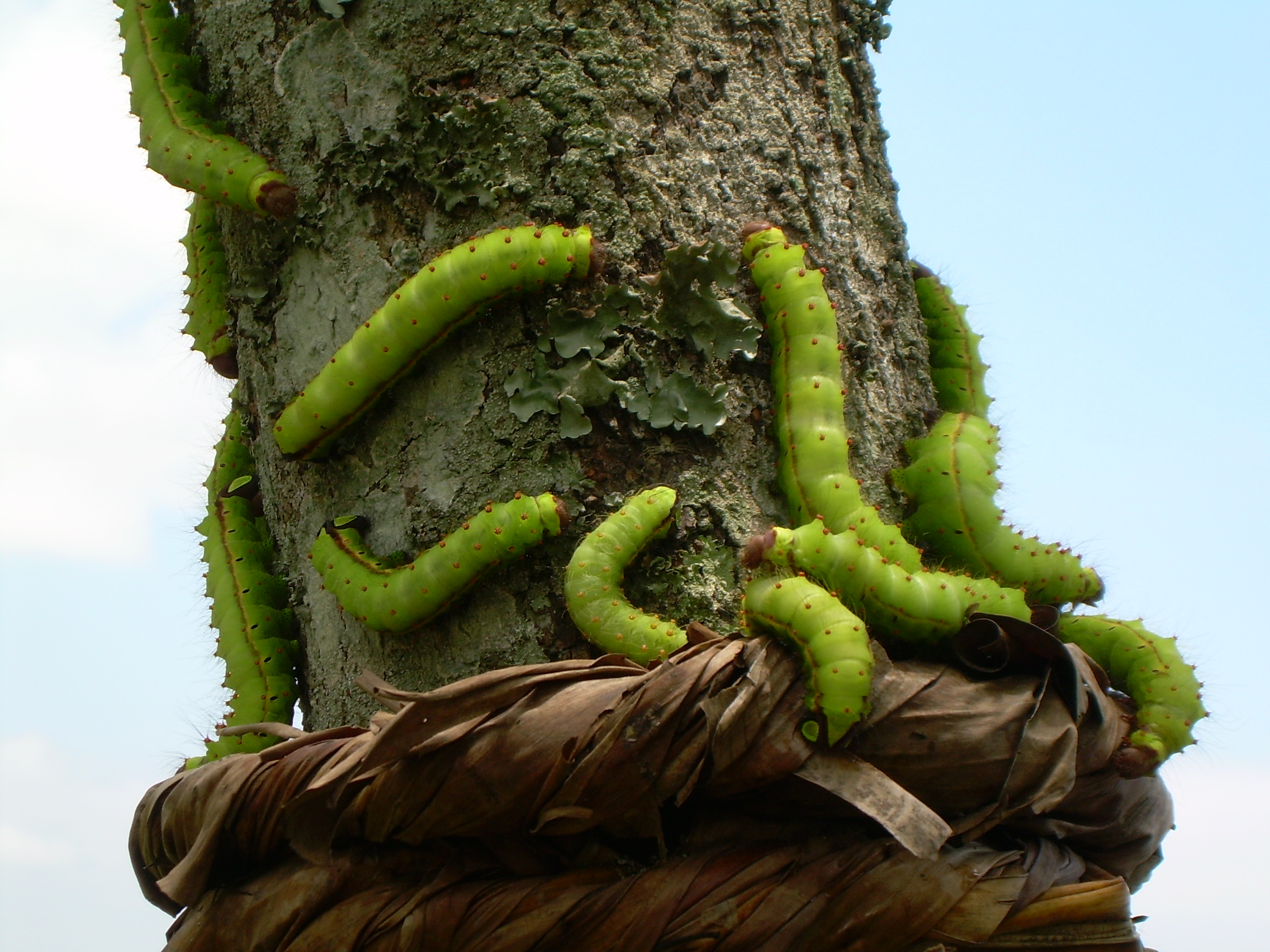
Antheraea assamensis

Il Central Silk Board ha proposto che gli utenti autorizzati a usare il Silk Mark possano utilizzare inoltre il marchio Vanya, che certifica la qualità dei prodotti di seta Vanya, un particolare tipo di seta selvatica, alla cui categoria appartiene la seta Muga, che è una seta pregiata esclusiva dell'India, che si trova solo nella regione dell'Assam ed è prodotta da Antheraea assamensis.

## Silk Mark Expo
Per promuovere il marchio di qualità Silk Mark, Silk Mark Organisation of India, su iniziativa del Central Silk Board, organizza il Silk Mark Expo, evento a cui partecipano gli utenti autorizzati all'utilizzo del marchio (produttori o rivenditori) per presentare e vendere i loro prodotti in pura seta.
Oltre a promuovere il Silk Mark e a fare incontrare i venditori con i consumatori, Silk Mark Expo ha anche l'obiettivo di divulgare informazioni utili al pubblico. 
A tale proposito, al Silk Mark Expo 2019, tenutosi nel distretto elettorale di Okalipuram, Bangalore, è stato allestito uno banco apposito dove i consumatori potevano testare la qualità dei prodotti di seta acquistati e apprendere i metodi di controllo della qualità della seta.